# 여자는 바람 여자는 바람
"여자는 바람 여자는 바람"는 1987년에 개봉한 대한민국의 영화이다.

## 캐스팅
- 장승화 : 성훈 역
- 남궁원 : 최석파 역
- 김부선 : 문옥 역
- 공미희 : 최난 역
- 김기종 : 박 회장 역
- 최재호 : 안 과장 역
- 주상호 : 도둑 1 역
- 홍충길 : 도둑 2 역
- 정규영 : 남자 역
- 나갑성 : 건달 1 역
- 조영미 : 성희 역
- 강효정 : 미스 송 역
- 정민아 : 로라 역
- 방경희